# Rudolf Schneider (Historiker)
Rudolf Schneider (vollständiger Name Ernst Rudolf Schneider, * 12. August 1852 in Mühlberg/Elbe; † 9. Mai 1911 in Heidelberg) war ein deutscher Militärhistoriker und Gymnasiallehrer.

## Leben
Rudolf Schneider, der Sohn des Kaufmanns Heinrich Schneider, wuchs mit vier Brüdern und einer Schwester in Mühlberg an der Elbe auf. Von 1866 bis 1870 besuchte er die Landesschule Pforta. Beim Ausbruch des Deutsch-Französischen Kriegs wurde er vom Rektor Karl Ludwig Peter zur Reifeprüfung zugelassen, obwohl er erst Unterprimaner war. Nach bestandener Prüfung trat Schneider in das 107. Infanterie-Regiment in Leipzig ein, das schon nach wenigen Wochen nach Frankreich abkommandiert wurde. Er nahm an mehreren Schlachten teil und erlebte zusammen mit seinen zwei älteren Brüdern die Belagerung von Paris. 1871 erhielt er die Kriegsdenkmünze.
Nach seiner Rückkehr aus dem Krieg studierte Schneider an den Universitäten zu Berlin, Leipzig und Greifswald die Fächer Klassische Philologie und Germanistik. In Leipzig verfasste er bei Eduard Zarncke seine Dissertation über den Sängerkrieg auf der Wartburg, mit der er am 16. Oktober 1875 zum Dr. phil. promoviert wurde. In seinen letzten Studiensemestern in Greifswald schloss er sich besonders an den Philologen Ulrich von Wilamowitz-Moellendorff an und bestand am 1. Juli 1876 die Lehramtsprüfung in den Fächern Latein, Griechisch und Deutsch.
Nach dem Studium trat Schneider in den preußischen Schuldienst ein. Er absolvierte vom 1. Oktober 1876 bis zum 1. Oktober 1877 das Probejahr am Sophien-Gymnasium in Berlin, wo er anschließend als ordentlicher Lehrer angestellt wurde. Zum 1. April 1879 wechselte er an das Königsstädtische Gymnasium, wo er am 1. Oktober 1886 zum Oberlehrer und am 18. Dezember 1894 zum Gymnasialprofessor ernannt wurde. Im September 1903 erhielt er den Roten Adlerorden 4. Klasse; kurz darauf trat er aus gesundheitlichen Gründen in den Ruhestand (1. Oktober 1903). Er zog nach Mühlberg/Elbe, später nach Heidelberg, wo er noch einige Jahre wissenschaftlich tätig war. Am 9. Mai 1911 starb er nach längerer Krankheit im Alter von 58 Jahren.
Schneiders Forschungsschwerpunkt war die antike Militärgeschichte, besonders hinsichtlich der Taktik und der Belagerungstechnik. Er beschäftigte sich mit den Schriften des Corpus Caesarianum und unterstützte seinen Freund, den Caesarforscher Heinrich Meusel, bei der Edition von Caesars Schrift De bello Gallico (1894). Schneiders kommentierte Ausgaben der Schriften De bello Africo und De bello Alexandrino erschienen 1884 bzw. 1905; sie erlebten 1962 eine zweite Auflage.
Im Ruhestand beschäftigte sich Schneider vor allem mit der Rekonstruktion der antiken Geschütze. Zusammen mit dem Technikhistoriker Generalmajor Erwin Schramm veröffentlichte er mehrere Studien, in denen er die philologische Textkritik mit technischen Kenntnissen verband. Seine Ergebnisse wurden in der Fachwelt lebhaft diskutiert und im Einzelnen angefochten, bedeuteten aber für ihre Zeit einen wichtigen Fortschritt. Schneiders dreibändige Edition Griechische Poliorketiker (1908–1912) und seine Monografie Die Artillerie des Mittelalters (1910) erschienen 1970 bzw. 1985 im Nachdruck.

## Schriften (Auswahl)
- Der zweite Theil des Wartburgkrieges und dessen Verhältnis zum Lohengrin. Mühlberg 1875 (Dissertation)
- Ilerda. Ein Beitrag zur römischen Kriegsgeschichte. Berlin 1886
- Bellum Alexandrinum. Berlin 1888. 2. Auflage 1962
- Legion und Phalanx. Taktische Untersuchungen. Berlin 1893
- C. Iulii Caesaris belli Gallici libri VII. A. Hirtii liber VIII. Für den Schulgebrauch herausgegeben von H. Meusel. Mit einem Anhang: Das römische Kriegswesen zu Caesars Zeit von R. Schneider. Berlin 1894
- Bellum Africanum. Herausgegeben und erklärt. Berlin 1905. 2. Auflage 1962
- Geschütze auf handschriftlichen Bildern. Metz 1907
- Anonymi de rebus bellicis liber. Text und Erläuterungen. Berlin 1908
- Die antiken Geschütze der Saalburg. Erläuterungen zu Schramm’s Rekonstruktionen. Homburg 1908. 2. Auflage, Berlin 1910. 3. Auflage 1913
- Griechische Poliorketiker. Mit den handschriftlichen Bildern herausgegeben und übersetzt 3 Bände, Berlin 1908–1912. Nachdruck Göttingen 1970
- Die Artillerie des Mittelalters. Nach den Angaben der Zeitgenossen dargestellt. Berlin 1910. Nachdruck Aalen 1985
- Geschütze. In: Paulys Realencyclopädie der classischen Altertumswissenschaft (RE). Band VII,1, Stuttgart 1910, Sp. 1297–1322.